# Тебе — атакующий класс!
«Тебе — атакующий класс!» — советский рисованный мультипликационный фильм-плакат, созданный в 1977 году на студии «Экран» по мотивам произведений В. В. Маяковского.
Название фильма образовано из строчек из поэмы Владимира Маяковского «Владимир Ильич Ленин»:
Я всю свою звонкую силу поэта
Тебе отдаю, атакующий класс.
Сам фильм представляет собой рисованный видеоряд, гармонично подкреплённый звукорядом, образованным из различного декламирования стихов В. В. Маяковского.

## Создатели
- Автор сценария — Борис Ларин
- Режиссёры — Кирилл Малянтович, Сергей Евлахишвили
- Художник-постановщик — Виталий Песков
- Оператор — Эрнст Гаман
- Композитор — Эдисон Денисов
- Звукооператор — Цезарь Рискинд
- Стихи читает — Леонид Филатов
- Художники-мультипликаторы: Михаил Першин, С. Степанов, Мстислав Купрач, Валерий Токмаков, Александр Левчик, Владимир Спорыхин
- Художники: Татьяна Абалакина, Маина Новожилова, Ольга Киселёва, В. Овечкин, Татьяна Кузьмина, Розалия Зельма
- Монтажёр — Марина Трусова
- Редактор — Алиса Феодориди
- Директор — Олег Кузнецов